# Opòssum cuacurt triratllat
L'opòssum cuacurt triratllat (Monodelphis americana) és una espècie d'opòssum de Sud-amèrica. Viu al Brasil.